# Rudolfův pramen
Rudolfův pramen je minerální voda pro léčebné využití a tedy přírodní léčivý zdroj vody, definovaný lázeňským zákonem 164/2001 Sb. vyvěrající v Mariánských lázních jako přírodní železnatá kyselka s diuretickými účinky. Vyznačuje se vysokým obsahem vápníku, kdy poměr vápníku a hořčíku je 5:4, a z toho důvodu je jeho konzumace vhodná především pro doplňkovou léčbu osteoporózy. Má protizánětlivé a močopudné účinky.

## Využití
Nejvíce se využívá u chorob ledvin a močových cest. Rudolfových pramenů je několik, Rudolf I. a II. se užívají pouze ke koupelím a původní Rudolfův pramen je dodnes hojně využíván k pitným kúrám a stáčení do lahví. Pavilon Rudolfova pramene se nachází v městské části Úšovice. Leží zhruba 350 metrů jihovýchodně od kolonády Ferdinandova pramene v lázeňském parku. V blízkosti pavilónu je také vedeno potrubí pramene vtékající do Úšovického potoka. Je také sveden trubkami do stáčírny a do pavilonu Křížového pramene a na kolonádu Karolinina a Rudolfova pramene.

## Historie

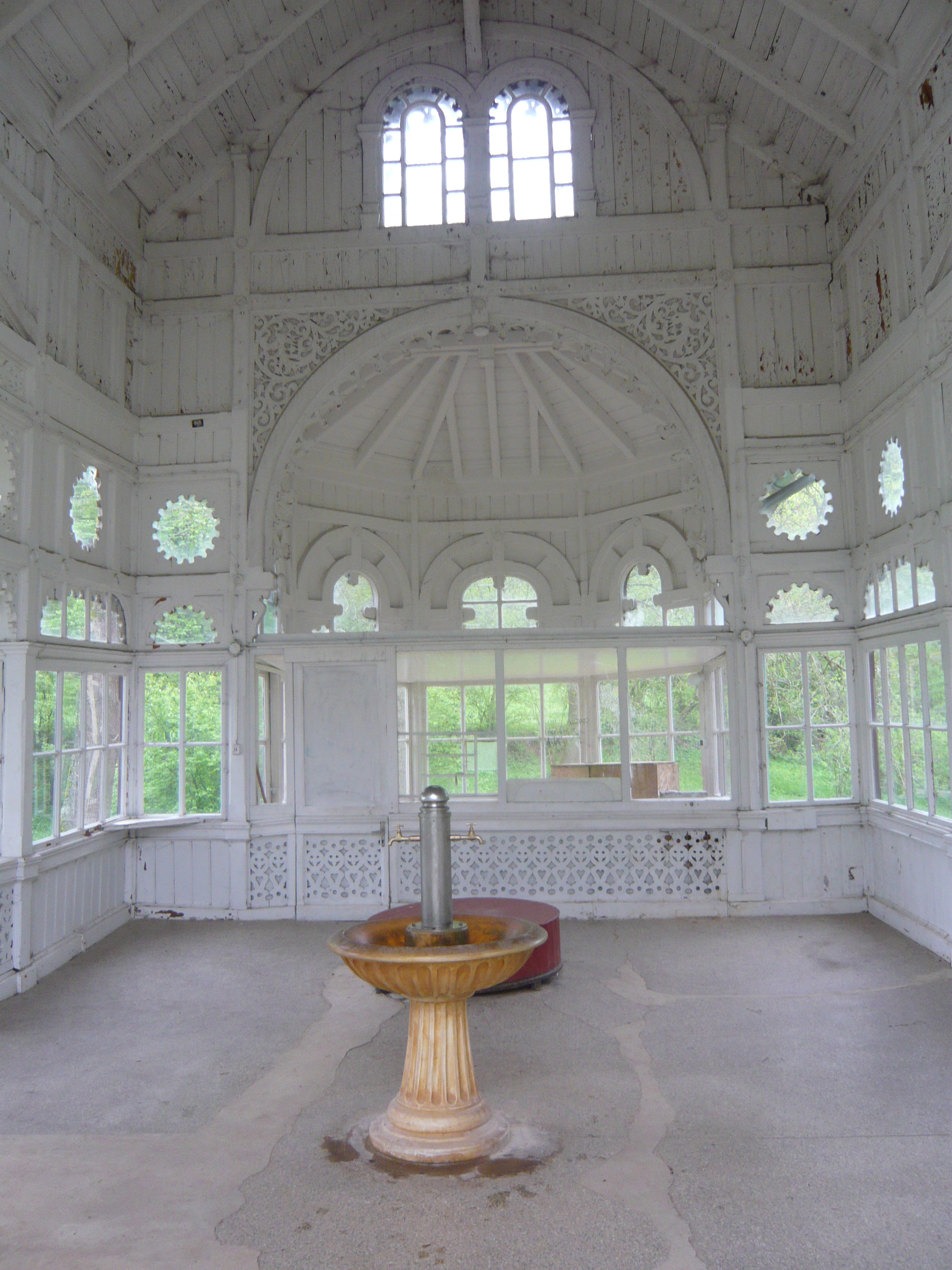
Rudolfův pramen

Původně se nazýval Luční, následně svůj název získal podle korunního prince Rudolfa, následníka trůnu Františka Josefa I. Rudolfův pramen původně vytékal na pastvině jako luční kyselka. Tepelský klášter tyto louky chtěl odkoupit od úšovického sedláka, který prameny nevyužíval. První rozsáhlejší úpravy byly prováděny v roce 1820. Až v letech 1865 se podařilo získat draze koupený pozemek v sousedství a vrtem pramen stáhnout. V roce 1902 byl pramen nově zachycený a následně byl postaven pavilón pramene. Od roku 1912 je také veden potrubím na hlavní kolonádu. V roce 1985 byl vybudován betonový základ a na něj postavena železná konstrukce, která podpírá ozdobné části kolonády.

## Současnost
V současnosti je Rudolfův pramen využíván v lázeňských provozech Mariánských Lázní. Od léta roku 2016 je také k dispozici pro domácí pitné kúry ve spotřebitelských obalech. Balení probíhá v budovách stáčírny a solivárny nad areálem kolonády Ferdinandova pramene přibližně 350m od pramene.

## Složení
| [mg/l] k datu: | Celková miner. | CO2   | Mg2+  | Ca2+  | Na+   | K+    | Fe2+  | F−    | Cl−   | HCO3− | SO4−  | H2SiO3− | NO2   | NO3   | pozn.                        |
| -------------- | -------------- | ----- | ----- | ----- | ----- | ----- | ----- | ----- | ----- | ----- | ----- | ------- | ----- | ----- | ---------------------------- |
| 1997           | 2293           | 1 754 | 125,8 | 252,7 | 98,03 | 11,21 | 8,823 | neuv. | 33,97 | 1564  | 79,84 | 114,1   | neuv. | 1,72  | vrt BJ37                     |
| 4. 7. 2014     | 2413           | 2400  | 143   | 279   | 93,6  | neuv. | 13,2  | 0     | 39,3  | 1600  | 108   | neuv.   | 0     | neuv. | vrty BJ36, BJ37              |
| 16. 9. 2019    | 1933           | 2010  | 138   | 282   | 86,1  | neuv. | 14,1  | 0     | 42,7  | 1590  | 118   | 109     | 0     | 0     | vrty BJ36, BJ37, RL PLZ MZČR |

## Galerie

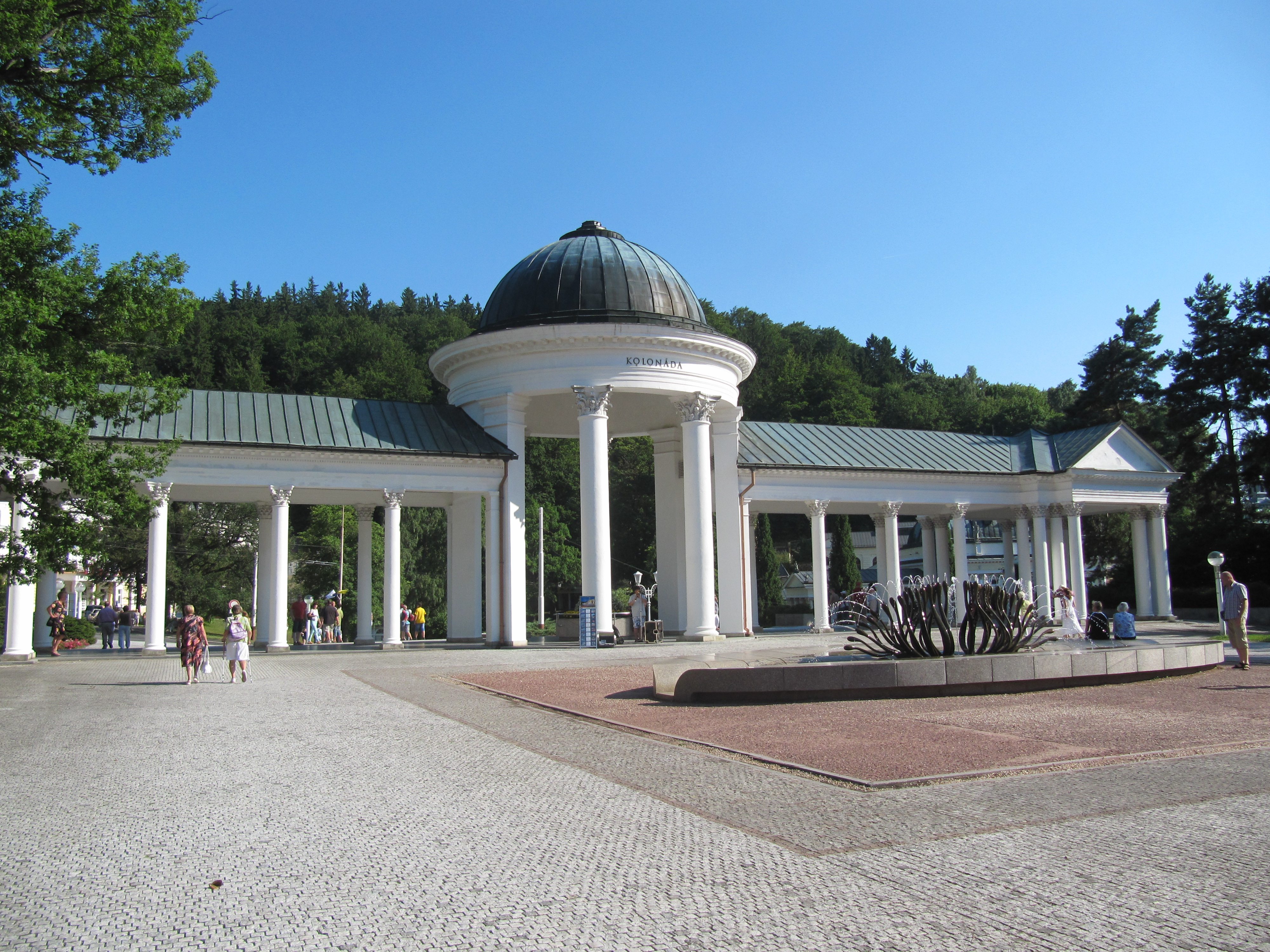
Kolonáda Karolinina a Rudolfova pramene, Rudolfův pramen je sveden do jejího pravého ramene
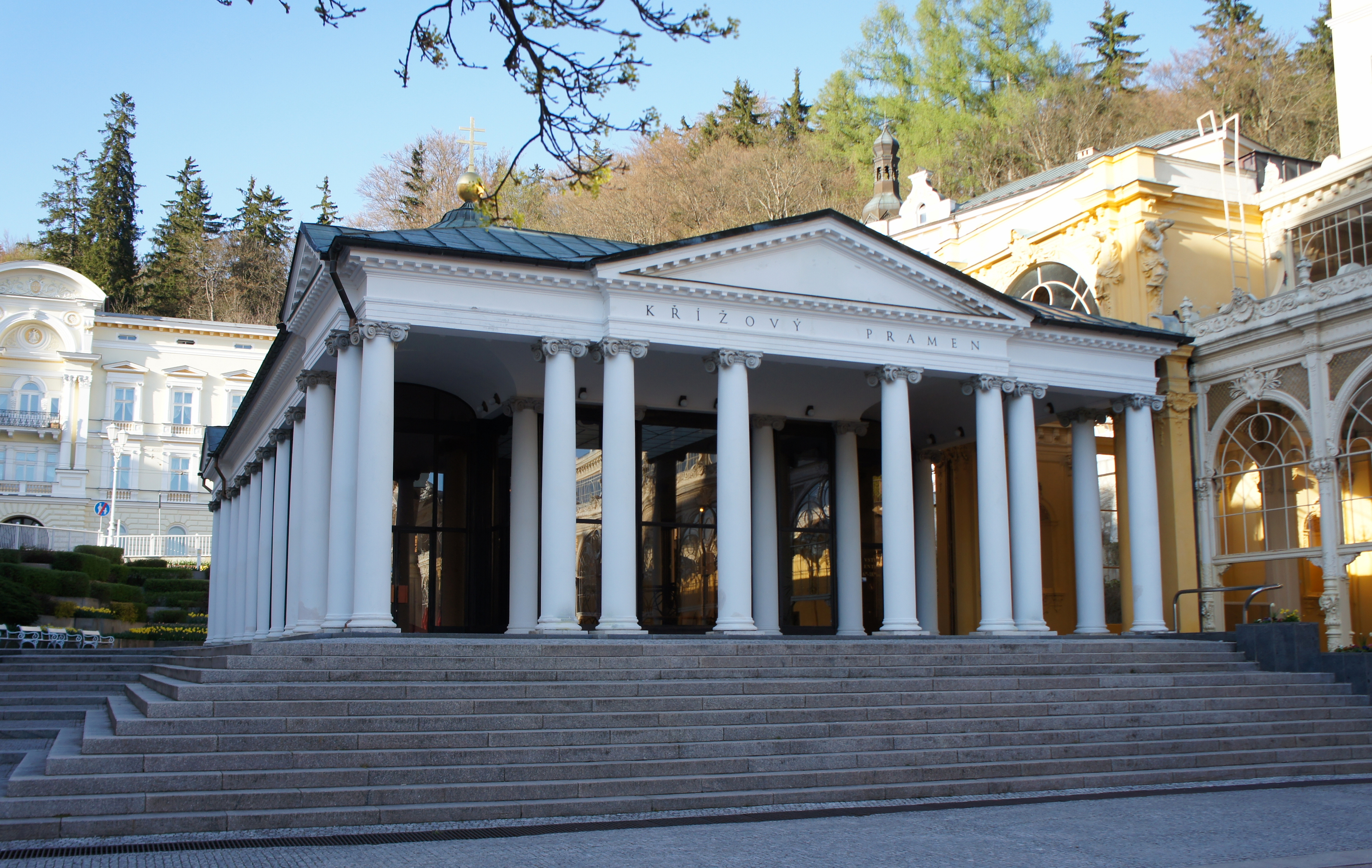
Pavilon Křížového pramene, kam je Rudolfův pramen také sveden
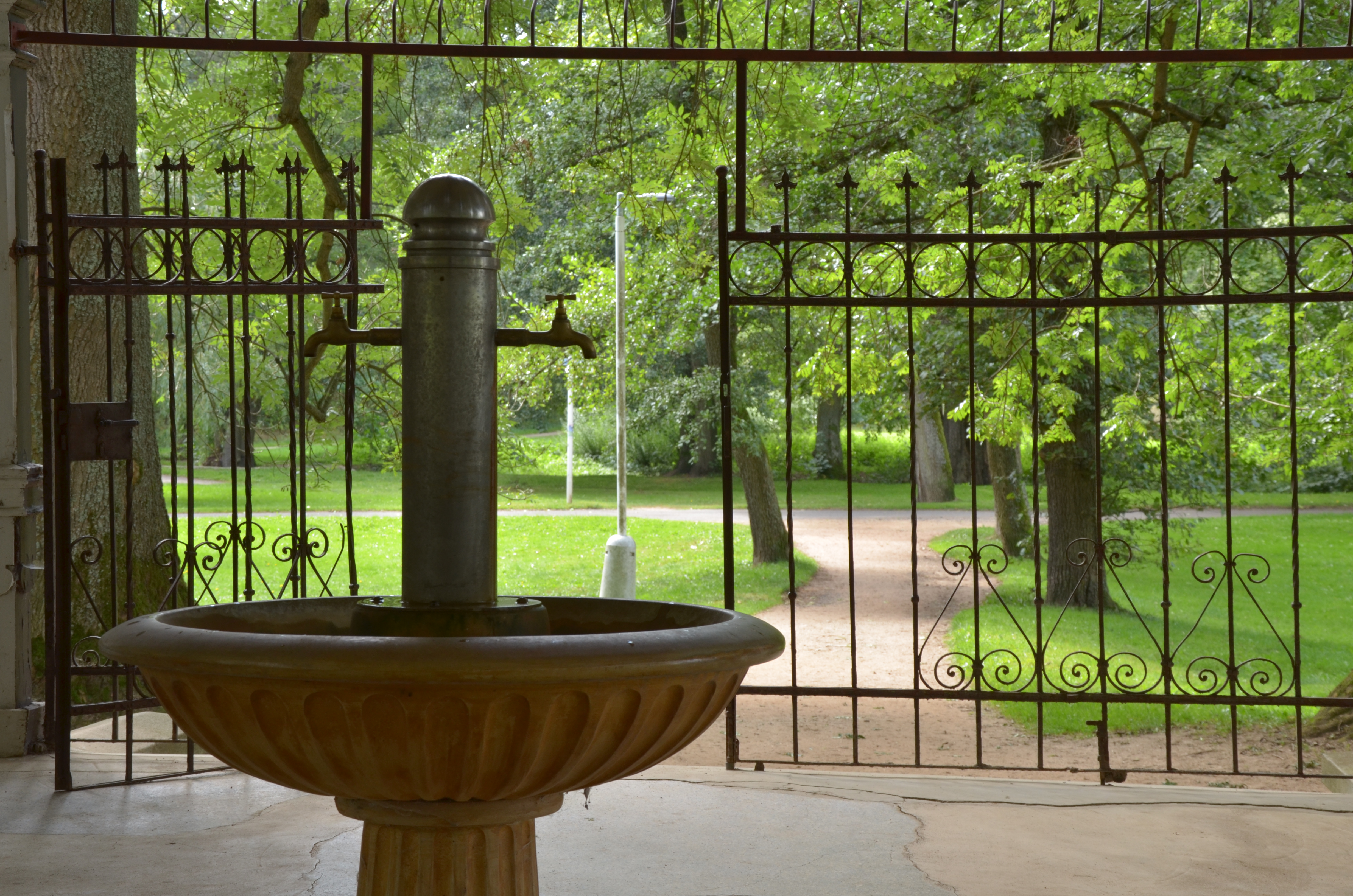
Pavilon Rudolfova pramene v Úšovicích, detail

## Otevírací doba
Denně od 6.30 do 17 hodin. Od října do dubna je pavilon pro veřejnost uzavřen. Pavilon Křížového pramene na kolonádě: denně 6.00–18.00 hodin. Kolonáda Karolinina a Rudolfova pramene: volně přístupný.